# Columbian Naval Review
Das Columbian Naval Review war eine internationale Flottenschau im New Yorker Hafen, die am 27. August 1893 stattfand. Anlass war die 400-Jahr-Feier der Entdeckung Amerikas durch Christoph Kolumbus und die deshalb veranstaltete Weltausstellung in Chicago.

## Ablauf

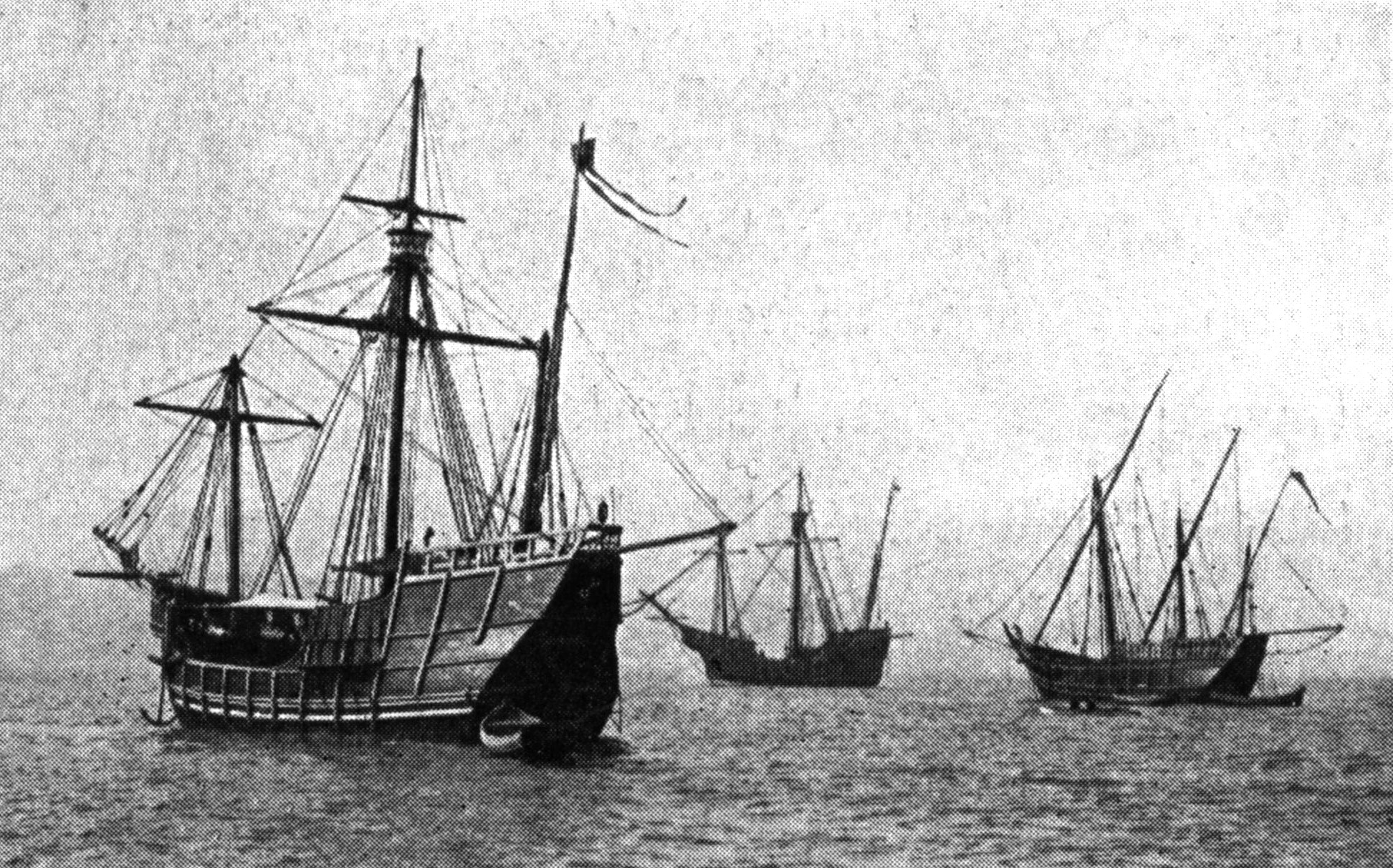
Die Nachbauten der Schiffe des Kolumbus

Ungefähr eine Woche bevor die Schiffe aus zehn Nationen in den New Yorker Hafen fuhren, hatten sie sich in Hampton Roads getroffen. Dort wurde bereits eine Parade abgehalten. Es wurden zudem ein Empfang in Fort Monroe sowie weitere gesellschaftliche Treffen abgehalten.
Nachdem der Beginn der Parade auf 10:30 geplant gewesen war, musste sie wegen schlechten Wetters auf 13:00 verschoben werden. Angeführt wurde die Parade von Nachbauten der Santa Maria, der Pinta und der Niña, den drei Schiffen, die Christoph Kolumbus auf seiner Expedition dienten.
Anschließend folgten parallel zwei Linien von Kriegsschiffen mit einer Besatzungsstärke von insgesamt über 10.000 Mann. Vom hinteren Ende der Parade fuhren kleinere Schiffe mit Würdenträgern wie dem US-Präsidenten zwischen den Schiffen hindurch, um sie zu betrachten. Beim Passieren feuerte jedes Kriegsschiff 21 Salutschüsse ab, um den Präsidenten zu ehren. Diese Schiffe passierten ab 13:00 Uhr, von hinten beginnend, den Fluss zwischen den beiden Schiffsreihen.
Am Abend wurde ein Galaball im Madison Square Garden veranstaltet, an dem 8000 Personen teilnahmen, während die Kriegsschiffe auf dem Fluss mit Laternen geschmückt waren. Am Nachmittag fand auf den Straßen New Yorks eine Militärparade teil, an der ungefähr 10.000 Menschen teilnahmen. Neben Besatzungsmitgliedern der Flotte, waren daran auch Truppen der Vereinigten Staaten und des Staates New York beteiligt sowie Abteilungen der Marinereserven aus New York und Massachusetts.

## Beteiligte Schiffe

### Hafenseite
Vereinigte Staaten von Amerika (Konteradmiral Bancroft Gherardi)

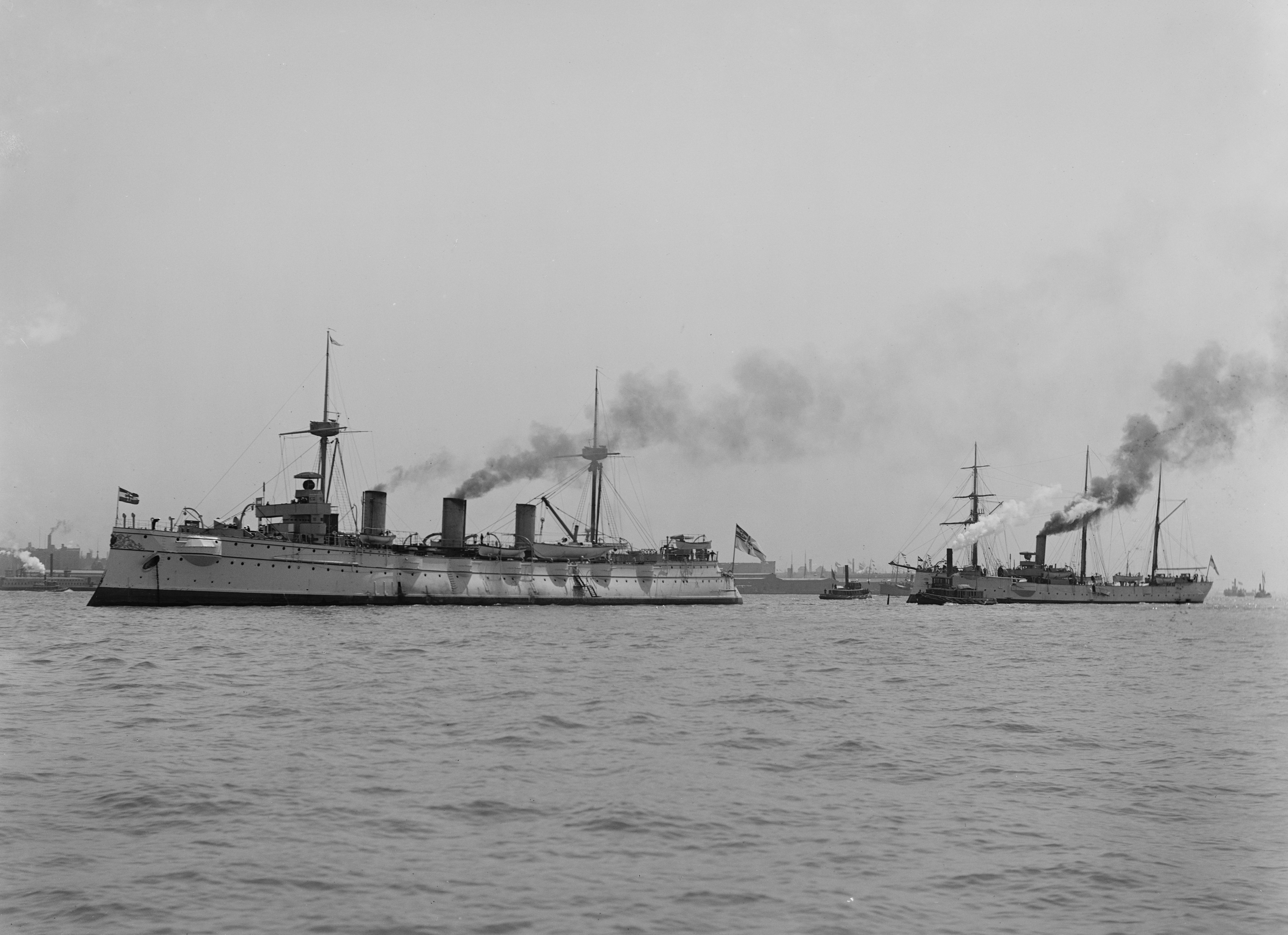
Kaiserin Augusta und Seeadler 1893 in New York

- Philadelphia
- Newark
- Atlanta
- San Francisco
- Bancroft
- Bennington
- Baltimore
- Chicago
- Yorktown
- Charleston
- Vesuvius
- Concord

Argentinien (Konteradmiral Howard)
- Nueve de Julio

Holland (Kapitän Arriens)
- Van Speyk

Deutschland (Kapitän Buchsel)
- Kaiserin Augusta
- Seeadler

Vereinigte Staaten von Amerika
- USS Miantonomoh

### Steuerbordseite
Großbritannien (John Ommanney Hopkins, Oberbefehlshaber der Mittelmeerflotte)
- HMS Blake
- HMS Australia
- HMS Magicienne
- HMS Tartar

Russland (Konteradmiral Koznakoff)
- Dmitri Donskoi
- General Admiral
- Rynda

Frankreich (Konteradmiral de Libran)

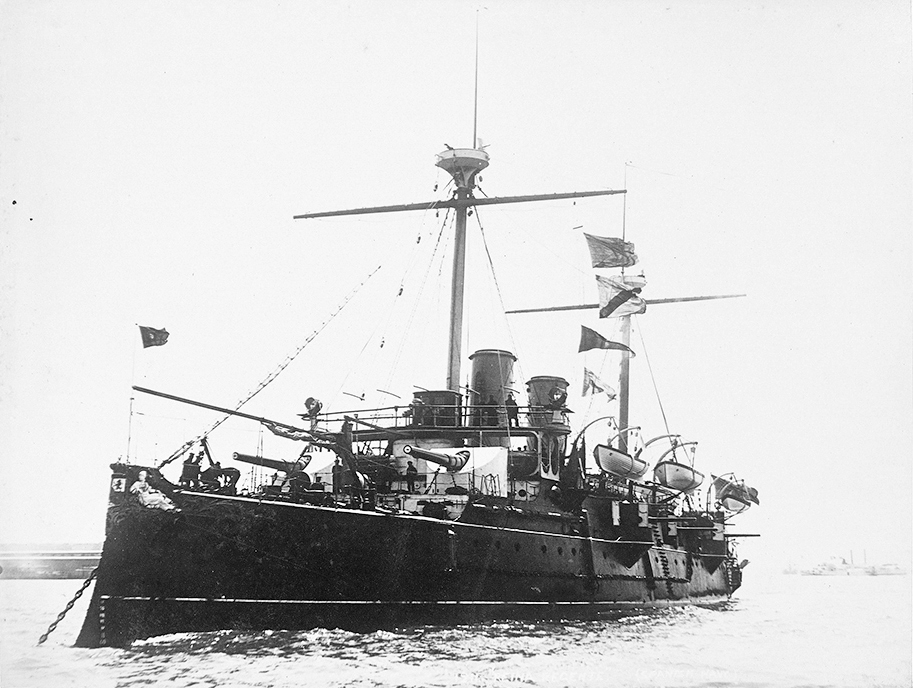
Die Reina Regente in New York

- Jean Bart
- Aréthuse
- Hussard

Italien (Konteradmiral Magnaghi)
- Etna
- Giavanni Bausan

Spanien (Konteradmiral Gomez Y Lono)
- Infanta Isabel
- Reina Regente
- Nueva Espana

Brasilien (Konteradmiral de Noronha)
- Aquidaban
- Tiradentes
- Republica

### Besichtigungsschiffe
- USS Dolphin: Grover Cleveland
- USS George S. Blake: Diplomatisches Corps
- USS Monmouth: Kongress der Vereinigten Staaten
- USS General Meigs: amtierender Herzog von Veragua als Nachkomme der Familie Kolumbus